# Rhizophorales
Ordre
Classification APG II (2003)
Classification APG III (2009)
Les Rhizophorales sont un ordre de plantes dicotylédones.
En classification classique de Cronquist (1981) il ne comprend qu'une famille :
- Rhizophoracées (arbres et arbustes de la mangrove)

Pour la classification phylogénétique APG II (2003) et classification phylogénétique APG III (2009) cet ordre n'existe pas: les Rhizophoracées font partie de l'ordre des Malpighiales.